# Estatísticas da carreira de Nick Kyrgios

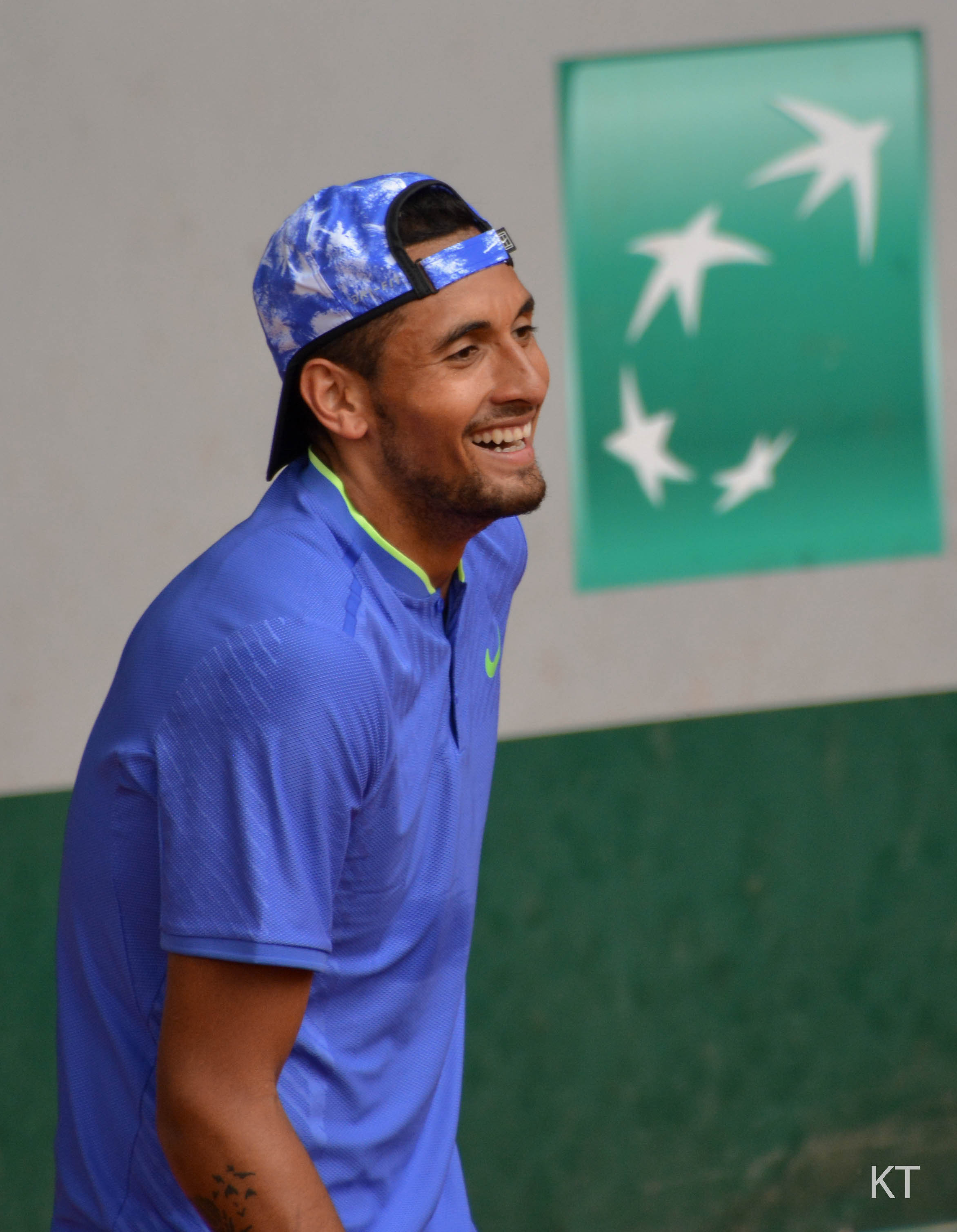
Nick Kyrgios em 2017

Esta é uma lista com as principais estatísticas da carreira do tenista profissional australiano Nick Kyrgios cuja carreira profissional começou em 2013. Até à data, Kyrgios ganhou seis títulos da ATP em simples e seu maior ranking de simples alcançados é o número 13, que alcançou em 24 de outubro de 2016.

## Linha do tempo em desempenho
- Atualizado até Laver Cup de 2021.

### Simples
| Torneio                     | 2012          | 2013          | 2014          | 2015          | 2016          | 2017          | 2018          | 2019          | 2020          | 2021 | SR       | V–D      | V %      |
| --------------------------- | ------------- | ------------- | ------------- | ------------- | ------------- | ------------- | ------------- | ------------- | ------------- | ---- | -------- | -------- | -------- |
| Grand Slam                  |               |               |               |               |               |               |               |               |               |      |          |          |          |
| Australian Open             | Q1            | Q1            | 2R            | QF            | 3R            | 2R            | 4R            | 1R            | 4R            | 3R   | 0 / 8    | 16–8     | 67%      |
| Roland-Garros               | A             | 2R            | 1R            | 3R            | 3R            | 2R            | A             | A             | A             | A    | 0 / 5    | 5–5      | 50%      |
| Wimbledon                   | A             | A             | QF            | 4R            | 4R            | 1R            | 3R            | 2R            | NR            | 3R   | 0 / 7    | 15–7     | 68%      |
| US Open                     | A             | 1R            | 3R            | 1R            | 3R            | 1R            | 3R            | 3R            | A             | 1R   | 0 / 8    | 8–8      | 50%      |
| Vitórias–Derrotas           | 0–0           | 1–2           | 7–4           | 8–4           | 9–4           | 2–4           | 7–3           | 3–3           | 3–1           | 4–2  | 0 / 28   | 44–28    | 61%      |
| Representação nacional      |               |               |               |               |               |               |               |               |               |      |          |          |          |
| Jogos Olímpicos             | A             | Não Realizado | Não Realizado | Não Realizado | A             | Não Realizado | Não Realizado | Não Realizado | Não Realizado | A    | 0 / 0    | 0–0      | –        |
| Copa Davis                  | A             | PO            | 1R            | SF            | PO            | SF            | 1R            | QF            | A             | A    | 0 / 5    | 11–5     | 69%      |
| ATP Cup                     | Não Realizado | Não Realizado | Não Realizado | Não Realizado | Não Realizado | Não Realizado | Não Realizado | Não Realizado | SF            | A    | 0 / 1    | 3–1      | 75%      |
| ATP World Tour Masters 1000 |               |               |               |               |               |               |               |               |               |      |          |          |          |
| Indian Wells Masters        | A             | A             | A             | 2R            | 2R            | QF            | A             | 2R            | NR            | A    | 0 / 4    | 4–3      | 57%      |
| Miami Masters               | A             | A             | A             | A             | SF            | SF            | 4R            | 4R            | NR            | A    | 0 / 4    | 12–4     | 75%      |
| Monte Carlo Masters         | A             | A             | A             | A             | A             | A             | A             | A             | NR            | A    | 0 / 0    | 0–0      | –        |
| Madrid Masters              | A             | A             | A             | 3R            | QF            | 3R            | A             | 1R            | NR            | A    | 0 / 4    | 7–4      | 64%      |
| Rome Masters                | A             | A             | A             | 1R            | 3R            | A             | A             | 2R            | A             | A    | 0 / 3    | 3–3      | 50%      |
| Canada Masters              | A             | A             | 2R            | 3R            | 1R            | 3R            | 1R            | 1R            | NR            | 1R   | 0 / 7    | 5–7      | 42%      |
| Cincinnati Masters          | A             | A             | A             | 1R            | 2R            | F             | 3R            | 2R            | A             | A    | 0 / 5    | 9–5      | 60%      |
| Shanghai Masters            | A             | A             | A             | 2R            | 2R            | 1R            | 1R            | A             | NR            | NR   | 0 / 4    | 2–4      | 33%      |
| Paris Masters               | A             | A             | A             | A             | A             | A             | A             | A             | A             | A    | 0 / 0    | 0–0      | –        |
| Vitórias–Derrotas           | 0–0           | 0–0           | 1–1           | 6–6           | 11-7          | 16-5          | 4–4           | 4–6           | 0–0           | 0–1  | 0 / 31   | 42–30    | 58%      |
| Estatísticas da carreira    |               |               |               |               |               |               |               |               |               |      |          |          |          |
|                             | 2012          | 2013          | 2014          | 2015          | 2016          | 2017          | 2018          | 2019          | 2020          | 2021 | Carreira | Carreira | Carreira |
| Torneios                    | 0             | 2             | 7             | 18            | 18            | 17            | 14            | 16            | 2             | 7    | 101      | 101      | 101      |
| Títulos                     | 0             | 0             | 0             | 0             | 3             | 0             | 1             | 2             | 0             | 0    | 6        | 6        | 6        |
| Finais                      | 0             | 0             | 0             | 1             | 3             | 2             | 1             | 2             | 0             | 0    | 9        | 9        | 9        |
| Vitórias–Derrotas no Duro   | 0–0           | 0–1           | 4–5           | 13–10         | 26–9          | 28–12         | 17–10         | 18–10         | 6–3           | 5–7  | 6 / 70   | 119–67   | 64%      |
| Vitórias–Derrotas no Saibro | 0–0           | 2–1           | 0–3           | 8–6           | 9–4           | 4–4           | 1–1           | 1–2           | 0–0           | 0–0  | 0 / 18   | 25–21    | 54%      |
| Vitórias–Derrotas na Grama  | 0–0           | 0–0           | 6–1           | 3–3           | 4–2           | 0–2           | 7–3           | 2–3           | 0–0           | 2–1  | 0 / 14   | 24–15    | 62%      |
| Vitórias–Derrotas no Geral  | 0–0           | 2–2           | 10–9          | 24–19         | 39–15         | 32–18         | 25–14         | 23–15         | 6–3           | 7–8  | 6 / 102  | 168–1033 | 62%      |
| Vitória %                   | –             | 50%           | 53%           | 56%           | 72%           | 64%           | 64%           | 61%           | 67%           | 54%  | 62%      | 62%      | 62%      |
| Ranking ao final do ano     | 838           | 182           | 52            | 30            | 13            | 21            | 35            | 30            | 45            |      |          |          |          |

Nota: Kyrgios recebeu um walkover na segunda rodada de Roland Garros 2015 contra Kyle Edmund (então não conta como vitória).

### Duplas
| Torneio                     | 2012 | 2013 | 2014 | 2015 | 2016 | 2017 | 2018 | 2019 | 2020 | 2021 | SR       | V–D      | V %      |       |
| --------------------------- | ---- | ---- | ---- | ---- | ---- | ---- | ---- | ---- | ---- | ---- | -------- | -------- | -------- | ----- |
| Grand Slam                  |      |      |      |      |      |      |      |      |      |      |          |          |          |       |
| Australian Open             | A    | 1R   | A    | 1R   | 1R   | A    | 2R   | 1R   | A    | 2R   | 0 / 6    | 2–5      | 29%      |       |
| Roland-Garros               | A    | A    | A    | 1R   | 1R   | 3R   | A    | A    | A    | A    | 0 / 3    | 2–3      | 40%      |       |
| Wimbledon                   | A    | A    | A    | A    | A    | A    | A    | A    | NR   | A    | 0 / 0    | 0–0      | –        |       |
| US Open                     | A    | A    | 1R   | A    | 3R   | 2R   | A    | 2R   | A    | A    | 0 / 4    | 4–2      | 67%      |       |
| Vitórias–Derrotas           | 0–0  | 0–1  | 0–1  | 0–2  | 2–2  | 3–2  | 1–0  | 1–1  | 0–0  | 1–1  | 0 / 13   | 8–10     | 44%      |       |
| ATP World Tour Masters 1000 |      |      |      |      |      |      |      |      |      |      |          |          |          |       |
| Indian Wells Masters        | A    | A    | A    | A    | A    | QF   | A    | 2R   | NR   | A    | 0 / 2    | 2–2      | 50%      |       |
| Miami Masters               | A    | A    | A    | A    | A    | 2R   | 1R   | 1R   | NR   | A    | 0 / 3    | 1–3      | 25%      |       |
| Monte-Carlo Masters         | A    | A    | A    | A    | A    | A    | A    | A    | NR   | A    | 0 / 0    | 0–0      | –        |       |
| Madrid Masters              | A    | A    | A    | 1R   | A    | SF   | A    | 1R   | NR   | A    | 0 / 3    | 3–2      | 67%      |       |
| Rome Masters                | A    | A    | A    | SF   | A    | A    | A    | A    | A    | A    | 0 / 1    | 3–1      | 75%      |       |
| Canada Masters              | A    | A    | A    | 1R   | 2R   | A    | 1R   | A    | NR   | A    | 0 / 3    | 1–3      | 25%      |       |
| Cincinnati Masters          | A    | A    | A    | A    | A    | A    | A    | 1R   | A    | A    | 0 / 1    | 0–1      | 0%       |       |
| Shanghai Masters            | A    | A    | A    | 2R   | A    | 2R   | A    | A    | NR   | NR   | 0 / 2    | 2–1      | 67%      |       |
| Paris Masters               | A    | A    | A    | A    | A    | A    | A    | A    | A    | A    | 0 / 0    | 0–0      | –        |       |
| Vitórias–Derrotas           | 0–0  | 0–0  | 0–0  | 4–4  | 1–1  | 6–2  | 0–2  | 1–4  | 0–0  | 0–0  | 0 / 15   | 12–13    | 48%      |       |
| Estatísticas da carreira    |      |      |      |      |      |      |      |      |      |      |          |          |          |       |
|                             | 2012 | 2013 | 2014 | 2015 | 2016 | 2017 | 2018 | 2019 | 2020 | 2021 | Carreira | Carreira | Carreira |       |
| Torneios                    | 0    | 1    | 2    | 9    | 7    | 9    | 10   | 12   | 0    | 2    | 52       | 52       | 52       |       |
| Títulos                     | 0    | 0    | 0    | 0    | 0    | 0    | 1    | 0    | 0    | 0    | 1        | 1        | 1        |       |
| Finais                      | 0    | 0    | 0    | 0    | 0    | 0    | 1    | 0    | 0    | 0    | 1        | 1        | 1        |       |
| Vitórias–Derrotas no Geral  | 0–0  | 0–2  | 0–2  | 4–8  | 5–6  | 14–7 | 11–7 | 6–11 | 1–0  | 3–5  | 1 / 56   | 44–48    | 44–48    | 44–48 |
| Vitória %                   | –    | 0%   | 0%   | 33%  | 45%  | 67%  | 61%  | 35%  | 100% | 38%  | 47.83%   | 47.83%   | 47.83%   |       |
| Ranking de final de ano     | 1222 | 483  | 1207 | 167  | 231  | 75   | 139  | 238  | 255  |      |          |          |          |       |

## Finais importantes

### Grand Slam

#### Simples: 1 (1 vice)
| Resultado | Ano  | Torneio   | Piso  | Oponente       | Placar                  |
| --------- | ---- | --------- | ----- | -------------- | ----------------------- |
| Derrota   | 2022 | Wimbledon | Grama | Novak Djokovic | 6–4, 3–6, 4–6, 6–7(3–7) |

#### Duplas: 1 (1 título)
| Resultado | Ano  | Torneio             | Superfície | Parceiro           | Oponente (s)              | Placar   |
| --------- | ---- | ------------------- | ---------- | ------------------ | ------------------------- | -------- |
| Venceu    | 2022 | Aberto da Austrália | Duro       | Thanasi Kokkinakis | Matthew Ebden Max Purcell | 7–5, 6–4 |

### ATP Masters 1000

#### Simples: 1 (1 vice)
| Resultado | Ano  | Torneio            | Superfície | Oponente        | Placar   |
| --------- | ---- | ------------------ | ---------- | --------------- | -------- |
| Derrota   | 2017 | Cincinnati Masters | Duro       | Grigor Dimitrov | 3–6, 5–7 |

## Finais ATP Tour

### Simples: 9 (6 títulos, 3 vices)
| Legenda                           |
| --------------------------------- |
| Grand Slam Tournaments (0–0)      |
| ATP World Tour Finals (0–0)       |
| ATP World Tour Masters 1000 (0–1) |
| ATP World Tour 500 Series (3–1)   |
| ATP World Tour 250 Series (3–1)   |

| Títulos por Superfície |
| ---------------------- |
| Duro (6–2)             |
| Saibro (0–1)           |
| Grama (0–0)            |
| Carpete (0–0)          |

| Títulos por configuração |
| ------------------------ |
| Outdoors (5–3)           |
| Indoors (1–0)            |

| Resultado | V–D | Data     | Torneio                            | Categoria    | Superfície | Oponente         | Placar             |
| --------- | --- | -------- | ---------------------------------- | ------------ | ---------- | ---------------- | ------------------ |
| Derrota   | 0–1 | Mai 2015 | Estoril Open, Portugal             | 250 Series   | Saibro     | Richard Gasquet  | 3–6, 2–6           |
| Vitória   | 1–1 | Fev 2016 | Open 13, França                    | 250 Series   | Duro (c)   | Marin Čilić      | 6–2, 7–6(7–3)      |
| Vitória   | 2–1 | Ago 2016 | Atlanta Open, Estados Unidos       | 250 Series   | Duro       | John Isner       | 7–6(7–3), 7–6(7–4) |
| Vitória   | 3–1 | Out 2016 | Japan Open, Japão                  | 500 Series   | Duro       | David Goffin     | 4–6, 6–3, 7–5      |
| Derrota   | 3–2 | Ago 2017 | Cincinnati Masters, Estados Unidos | Masters 1000 | Duro       | Grigor Dimitrov  | 3–6, 5–7           |
| Derrota   | 3–3 | Out 2017 | China Open, China                  | 500 Series   | Duro       | Rafael Nadal     | 2–6, 1–6           |
| Vitória   | 4–3 | Jan 2018 | Brisbane International, Austrália  | 250 Series   | Duro       | Ryan Harrison    | 6–4, 6–2           |
| Vitória   | 5–3 | Mar 2019 | Mexican Open, México               | 500 Series   | Duro       | Alexander Zverev | 6–3, 6–4           |
| Vitória   | 6–3 | Ago 2019 | Washington Open, Estados Unidos    | 500 Series   | Duro       | Daniil Medvedev  | 7–6(8–6), 7–6(7–4) |

#### Duplas: 1 (1 título)
| Legenda                           |
| --------------------------------- |
| Grand Slam tournaments (0–0)      |
| ATP World Tour Finals (0–0)       |
| ATP World Tour Masters 1000 (0–0) |
| ATP World Tour 500 Series (0–0)   |
| ATP World Tour 250 Series (1–0)   |

| Títulos por superfície |
| ---------------------- |
| Duro (0–0)             |
| Saibro (1–0)           |
| Grama (0–0)            |

| Títulos por configuração |
| ------------------------ |
| Outdoor (1–0)            |
| Indoor (0–0)             |

| Resultado | V–D | Data      | Torneio           | Categoria  | Superfície | Parceiro  | Oponentes                     | Placar           |
| --------- | --- | --------- | ----------------- | ---------- | ---------- | --------- | ----------------------------- | ---------------- |
| Vitória   | 1–0 | Maio 2018 | Lyon Open, França | 250 Series | Saibro     | Jack Sock | Roman Jebavý Matwé Middelkoop | 7–5, 2–6, [11–9] |

## Team Tennis Leagues

### Finais de League: 2 (2 títulos)
| Finais por ligas                                 |
| ------------------------------------------------ |
| World TeamTennis (WTT) (0–0)                     |
| International Premier Tennis League (IPTL) (2–0) |

| Finais por clube             |
| ---------------------------- |
| DBS Singapore Slammers (2–0) |

| Tabela de resultados de League |
| ------------------------------ |
| 1º lugar (0)                   |
| 2º lugar (2)                   |
| 3º lugar (1)                   |
| 4º lugar (1)                   |

| Local         | Data         | League                                     | Locação                                 | Superfícies    | Time               | Parceiro | Times Oponentes |
| ------------- | ------------ | ------------------------------------------ | --------------------------------------- | -------------- | ------------------ | --- | --- |
| 4º            | Dez 2014     | International Premier Tennis League (IPTL) | Filipinas, EAU, Índia, Singapura        | Duro (i), Duro | Singapore Slammers | Andre Agassi Tomáš Berdych Lleyton Hewitt Patrick Rafter Bruno Soares Serena Williams Daniela Hantuchová                                                       | Indian Aces: Campeões (1º) UAE Royals: Vices (2º) Manila Mavericks: 3º                                                                    |
| Campeões (2º) | Dez 2015     | International Premier Tennis League (IPTL) | Filipinas, EAU, Índia, Singapura, Japão | Duro (i), Duro | Singapore Slammers | Andy Murray Stan Wawrinka Carlos Moyá Marcelo Melo Dustin Brown Belinda Bencic Karolína Plíšková                                                               | Indian Aces: Vices (1º) UAE Royals: 3º Philippine Mavericks: 4º Japan Warriors: 5º                                                        |
| 3º            | Jul-Ago 2016 | World TeamTennis (WTT)                     | Estados Unidos                          | Duro (i), Duro | Washington Kastles | Murphy Jensen (HC) Bob Bryan (F) Mike Bryan (F) Martina Hingis (F) Mardy Fish (F) Sam Querrey (R) Leander Paes (R) Madison Brengle (R) Anastasia Rodionova (R) | San Diego Aviators: Campeões (1º) Orange County Breakers: Vices (2º) Philadelphia Freedoms: 4º Springfield Lasers: 5º New York Empire: 6º |
| Campeões (2º) | Dez 2016     | International Premier Tennis League (IPTL) | EAU, Índia, Singapura, Japão            | Duro (i), Duro | Singapore Slammers | Marcos Baghdatis Marcelo Melo Carlos Moyá Rainer Schüttler Kiki Bertens                                                                                        | Indian Aces: Vices (1º) Japan Warriors: 3º UAE Royals: 4º                                                                                 |

*(HC): Head Coach, (F): Franchise Player, (W): Wildcard Player, (R): Roster Player, (S): Substitute Player

## Outras finais

### Finais ATP Challengers e ITF Futures

#### Simples: 6 (5 títulos, 1 vice)
| Legenda               |
| ATP Challengers (4–0) |
| ITF Futures (1–1)     |

| Títulos por Piso |
| ---------------- |
| Duro (2–1)       |
| Saibro (2–0)     |
| Grama (1–0)      |
| Carpete (0–0)    |

| Resultado | V–D | Data     | Torneio                  | Categoria  | Superfície | Oponente         | Placar             |
| --------- | --- | -------- | ------------------------ | ---------- | ---------- | ---------------- | ------------------ |
| Vitória   | 1–0 | Mar 2013 | Sydney, Austrália        | Challenger | Duro       | Matt Reid        | 6–3, 6–2           |
| Derrota   | 1–1 | Abr 2013 | China F2, Chengdu, China | Futures    | Duro       | Wu Di            | 3–6, 3–6           |
| Vitória   | 2–1 | Abr 2013 | China F3, Yuxi, China    | Futures    | Duro       | Boy Westerhof    | 7–5, 6–1           |
| Vitória   | 3–1 | Abr 2014 | Sarasota, Estados Unidos | Challenger | Saibro     | Filip Krajinović | 7–6(12–10), 6–4    |
| Vitória   | 4–1 | Abr 2014 | Savannah, Estados Unidos | Challenger | Saibro     | Jack Sock        | 2–6, 7–6(7–4), 6–4 |
| Vitória   | 5–1 | Jun 2014 | Nottingham, Reino Unido  | Challenger | Grama      | Samuel Groth     | 7-6(7–3), 7–6(9–7) |

#### Duplas: 2 (1 título, 1 vice)
| Legenda               |
| ATP Challengers (0–1) |
| ITF Futures (1–0)     |

| Títulos por Piso |
| ---------------- |
| Duro (1–1)       |
| Saibro (0–0)     |
| Grama (0–0)      |
| Carpete (0–0)    |

| Resultado | V–D | Data     | Torneio                            | Categoria  | Superfície | Parceiro  | Oponentes                   | Placar           |
| --------- | --- | -------- | ---------------------------------- | ---------- | ---------- | --------- | --------------------------- | ---------------- |
| Vitória   | 1–0 | Fev 2013 | Austrália F1, Melbourne, Austrália | Futures    | Duro       | Alex Bolt | Ryan Agar Sebastian Bader   | 7-6(8-6), 6-4    |
| Derrota   | 1–1 | Fev 2013 | Sydney, Austrália                  | Challenger | Duro       | Alex Bolt | Brydan Klein Dane Propoggia | 4-6, 6-4, [9-11] |

## Recordes contra outros jogadores
O registro de partidas, em nível ATP, de Kyrgios contra jogadores que foram classificados no Top 10, com aqueles que estão ativos em negrito.
| Jogadores com ranking número 1  |       |     |    |    |        |                                                                                   |
| Novak Djokovic                  | 1     | 2   | 2  | 0  | 100%   | Vitória (6–4, 7–6(7–3)) em Indian Wells 2017 4R                                   |
| Rafael Nadal                    | 1     | 8   | 3  | 5  | 38%    | Derrota (3–6, 6–3, 6–7(6–8), 6–7(4–7)) em Australian Open 2020 4R                 |
| Andy Murray                     | 1     | 6   | 1  | 5  | 17%    | Vitória (2–6, 7–6(7–4), 7–5) em Queen's Club 2018 1R                              |
| Roger Federer                   | 1     | 7   | 1  | 6  | 14%    | Derrota (7–6(7–3), 5–7, [7–10]) em Laver Cup 2019                                 |
| Jogadores com ranking número 2  |       |     |    |    |        |                                                                                   |
| Daniil Medvedev                 | 2     | 2   | 2  | 0  | 100%   | Vitória (7–6(8–6), 7–6(7–4)) em Washington 2019 F                                 |
| Jogadores com ranking número 3  |       |     |    |    |        |                                                                                   |
| Stefanos Tsitsipas              | 3     | 3   | 2  | 1  | 67%    | Derrota (3–6, 4–6) em Laver Cup 2021                                              |
| Alexander Zverev                | 3     | 7   | 4  | 3  | 57%    | Vitória (6–3, 6–4) em Acapulco 2019 F                                             |
| Stan Wawrinka                   | 3     | 6   | 3  | 3  | 50%    | Vitória (7–5, 6–7(3–7), 6–4) em Acapulco 2019 QF                                  |
| David Ferrer                    | 3     | 2   | 1  | 1  | 50%    | Vitória (7–6(7–3), 7–6(7–4)) em Cincinnati 2017 SF                                |
| Milos Raonic                    | 3     | 7   | 3  | 4  | 43%    | Derrota (4–6, 6–7(5–7), 4–6) em Australian Open 2019 1R                           |
| Marin Čilić                     | 3     | 3   | 1  | 2  | 33%    | Derrota (6–7(3–7), 6–7(4–7)) em Queen's Club 2018 SF                              |
| Grigor Dimitrov                 | 3     | 4   | 1  | 3  | 25%    | Derrota (6–7(3–7), 6–7(4–7), 6–4, 6–7(4–7)) em Australian Open 2018 4R            |
| Juan Martín del Potro           | 3     | 1   | 0  | 1  | 0%     | Derrota (6–7(4–7), 7–6(8–6), 2–6) em Cincinnati 2018 3R                           |
| Dominic Thiem                   | 3     | 2   | 0  | 2  | 0%     | Derrota (6–4, 6–4, 3–6, 4–6, 4–6) em Australian Open 2021 3R                      |
| Jogadores com ranking número 4  |       |     |    |    |        |                                                                                   |
| Tomáš Berdych                   | 4     | 4   | 3  | 1  | 75%    | Vitória (4–6, 7–6(7–4), [10–6]) em Laver Cup de 2017                              |
| Kei Nishikori                   | 4     | 4   | 0  | 4  | 0%     | Derrota (1–6, 6–7(3–7), 4–6) em Wimbledon 2018 3R                                 |
| Jogadores com ranking número 5  |       |     |    |    |        |                                                                                   |
| Andrey Rublev                   | 5     | 2   | 1  | 1  | 50%    | Derrota (6–7(5–7), 6–7(5–7), 3–6) em US Open 2019 3R                              |
| Jo-Wilfried Tsonga              | 5     | 2   | 1  | 1  | 50%    | Vitória (7–6(7–5), 4–6, 7–6(8–6), 7–6(7–5)) em Australian Open 2018 3R            |
| Kevin Anderson                  | 5     | 3   | 1  | 2  | 33%    | Vitória (7–6(7–4)) em Atlanta 2021 1R                                             |
| Tommy Robredo                   | 5     | 1   | 0  | 1  | 0%     | Derrota (6–3, 3–6, 6–7(4–7), 3–6) em US Open 2014 3R                              |
| Jogadores com ranking número 6  |       |     |    |    |        |                                                                                   |
| Gilles Simon                    | 6     | 2   | 2  | 0  | 100%   | Vitória (6–2, 6–4, 4–6, 7–5) em Australian Open 2020 2R                           |
| Gaël Monfils                    | 6     | 2   | 1  | 1  | 50%    | Vitória (6–4, 6–4) em Tokyo 2016 SF                                               |
| Jogadores com ranking número 7  |       |     |    |    |        |                                                                                   |
| Fernando Verdasco               | 7     | 2   | 2  | 0  | 100%   | Vitória (6–4, 6–7(5–7), 6–3) em Atlanta 2016 QF                                   |
| David Goffin                    | 7     | 4   | 3  | 1  | 75%    | Loss (7–6(7–4), 4–6, 4–6, 4–6) em Copa Davis 2017 SF                              |
| Richard Gasquet                 | 7     | 8   | 2  | 6  | 25%    | Derrota (6–7(4–7), 6–7(1–7)) em Tokyo 2018 2R                                     |
| Jogadores com ranking número 8  |       |     |    |    |        |                                                                                   |
| Marcos Baghdatis                | 8     | 2   | 2  | 0  | 100%   | Vitória (7–6(7–1), 6–4) em Madrid 2017 1R                                         |
| Radek Štěpánek                  | 8     | 2   | 2  | 0  | 100%   | Vitória (6–4, 6–3. 6–7(9–11), 6–1) em Wimbledon 2016 1R                           |
| Diego Schwartzman               | 8     | 1   | 1  | 0  | 100%   | Vitória (6–0, 6–2, 7–6(8–6)) em Wimbledon 2015 1R                                 |
| Mikhail Youzhny                 | 8     | 1   | 1  | 0  | 100%   | Vitória (7–5, 7–6(7–4), 2–6, 7–6(7–1)) em US Open 2014 1R                         |
| John Isner                      | 8     | 5   | 3  | 2  | 60%    | Vitória (7–5, 5–7, 7–6(9–7)) em Acapulco 2019 SF                                  |
| Karen Khachanov                 | 8     | 2   | 1  | 1  | 50%    | Vitória (6–2, 7–6(7–5), 6–7(6–8), 6–7(7–9), 7–6(10–8)) em Australian Open 2020 3R |
| Matteo Berrettini               | 8     | 1   | 0  | 1  | 0%     | Derrota (3–6, 4–6) em Stuttgart 2019 1R                                           |
| Casper Ruud                     | 8     | 1   | 0  | 1  | 0%     | Derrota (3–6, 7–6(7–5), 1–2, DEF) em Italian Open 2019 2R                         |
| Jogadores com ranking número 9  |       |     |    |    |        |                                                                                   |
| Fabio Fognini                   | 9     | 1   | 1  | 0  | 100%   | Vitória (6–3, 6–3) em Miami 2018 3R                                               |
| Roberto Bautista Agut           | 9     | 3   | 1  | 2  | 33%    | Derrota (3–6, 4–6, 0–6) em US Open 2021 1R                                        |
| Nicolás Almagro                 | 9     | 1   | 0  | 1  | 0%     | Derrota (3–6, 5–7) em Estoril 2016 SF                                             |
| Jogadores com ranking número 10 |       |     |    |    |        |                                                                                   |
| Pablo Carreño Busta             | 10    | 2   | 2  | 0  | 100%   | Vitória (6–2, 7–5, 6–2) em Australian Open 2016 1R                                |
| Juan Mónaco                     | 10    | 1   | 1  | 0  | 100%   | Vitória (7–6(7–5), 6–3, 6–4) em Wimbledon 2015 2R                                 |
| Lucas Pouille                   | 10    | 1   | 1  | 0  | 100%   | Vitória (6–2, 7–5) em Cincinnati 2016 1R                                          |
| Denis Shapovalov                | 10    | 1   | 0  | 1  | 0%     | Derrota (6–7(2–7), 6–3, 3–6) em Toronto 2016 1R                                   |
| Félix Auger-Aliassime           | 10    | 2   | 0  | 2  | 0%     | Derrota (6–2, 1–6 ret.) em Wimbledon 2021 3R                                      |
| Total                           | Total | 121 | 56 | 65 | 46.28% | * Estatísticas atualizadas até 15 de novembro de 2021                             |

## Vitórias sobre Top-10 por temporadas

### Simples
- Kyrgios possui um recorde de 21–37 (36,2%)

```
contra jogadores, que no momento da partida, estavam rankeados no top 10.
[
7
]
```

| Temporada | 2013 | 2014 | 2015 | 2016 | 2017 | 2018 | 2019 | 2020 | 2021 | Total |
| Vitórias  | 0    | 1    | 3    | 6    | 4    | 1    | 5    | 1    | 0    | 21    |

| #    | Jogador            | Ranking | Torneio                         | Superfície | Rd | Placar                         | Ranking Kyrgios |
| ---- | ------------------ | ------- | ------------------------------- | ---------- | -- | ------------------------------ | --------------- |
| 2014 |                    |         |                                 |            |    |                                |                 |
| 1.   | Rafael Nadal       | 1       | Wimbledon, Londres, Reino Unido | Grama      | 4R | 7–6(7–5), 5–7, 7–6(7–5), 6–3   | 144             |
| 2015 |                    |         |                                 |            |    |                                |                 |
| 2.   | Roger Federer      | 2       | Madrid, Espanha                 | Saibro     | 2R | 6–7(2–7), 7–6(7–5), 7–6(14–12) | 35              |
| 3.   | Milos Raonic       | 8       | Wimbledon, Londres, Reino Unido | Grama      | 3R | 5–7, 7–5, 7–6(7–4), 6–3        | 29              |
| 4.   | Stan Wawrinka      | 5       | Montreal, Canadá                | Duro       | 2R | 6–7 (8–10), 6–3, 4–0, ret      | 41              |
| 2016 |                    |         |                                 |            |    |                                |                 |
| 5.   | Richard Gasquet    | 10      | Marselha, França                | Duro (i)   | QF | 6–0, 6–4                       | 41              |
| 6.   | Tomáš Berdych      | 8       | Marselha, França                | Duro (i)   | SF | 6–4, 6–2                       | 41              |
| 7.   | Tomáš Berdych      | 7       | Dubai, Emirados Árabes Unidos   | Duro       | QF | 6–4, 6–4                       | 33              |
| 8.   | Stan Wawrinka      | 4       | Madrid, Espanha                 | Saibro     | 2R | 7–6(9–7), 7–6(7–2)             | 21              |
| 9.   | Milos Raonic       | 10      | Roma, Itália                    | Saibro     | 2R | 7–6(7–5), 6–3                  | 20              |
| 10.  | Gaël Monfils       | 8       | Tóquio, Japão                   | Duro       | SF | 6–4, 6–4                       | 15              |
| 2017 |                    |         |                                 |            |    |                                |                 |
| 11.  | Novak Djokovic     | 2       | Acapulco, México                | Duro       | QF | 7−6(11−9), 7−5                 | 17              |
| 12.  | Novak Djokovic     | 2       | Indian Wells, Estados Unidos    | Duro       | 4R | 6–4, 7–6(7−3)                  | 16              |
| 13.  | Rafael Nadal       | 2       | Cincinnati, Estados Unidos      | Duro       | QF | 6–2, 7–5                       | 23              |
| 14.  | Alexander Zverev   | 4       | Pequim, China                   | Duro       | SF | 6–3, 7–5                       | 19              |
| 2018 |                    |         |                                 |            |    |                                |                 |
| 15.  | Grigor Dimitrov    | 3       | Brisbane, Austrália             | Duro       | SF | 3–6, 6–1, 6–4                  | 21              |
| 2019 |                    |         |                                 |            |    |                                |                 |
| 16.  | Rafael Nadal       | 2       | Acapulco, México                | Duro       | 2R | 3–6, 7–6(7–2), 7–6(8–6)        | 72              |
| 17.  | John Isner         | 9       | Acapulco, México                | Duro       | SF | 7–5, 5–7, 7–6(9–7)             | 72              |
| 18.  | Alexander Zverev   | 3       | Acapulco, México                | Duro       | F  | 6–3, 6–4                       | 72              |
| 19.  | Stefanos Tsitsipas | 6       | Washington, Estados Unidos      | Duro       | SF | 6–4, 3–6, 7–6(9–7)             | 52              |
| 20.  | Daniil Medvedev    | 10      | Washington, Estados Unidos      | Duro       | F  | 7–6(8–6), 7–6(7–4)             | 52              |
| 2020 |                    |         |                                 |            |    |                                |                 |
| 21.  | Stefanos Tsitsipas | 6       | ATP Cup, Austrália              | Duro       | FG | 7–6(9–7), 6–7(3–7), 7–6(7–5)   | 29              |

* Desde 25 de setembro de  2021

## Representação nacional

### Copa Davis (11–6)
| Grupos                 |
| ---------------------- |
| Grupo Mundial (7–5)    |
| Qualifying Round (0–0) |
| Play-offs GM (4–1)     |

| Partidas por Superfície |
| ----------------------- |
| Duro (6–1)              |
| Saibro (2–4)            |
| Grama (3–1)             |

| Partidas por Tipo |
| ----------------- |
| Simples (11–5)    |
| Duplas (0–1)      |

| Partidas por Configuração |
| ------------------------- |
| Indoors (4–4)             |
| Outdoors (7–2)            |

| Partidas por Sede |
| ----------------- |
| Austrália (7–2)   |
| Fora (2–4)        |
| Neutro (2–0)      |

| Grupo  | Rd   | Data        | País adversário | Placar | Sede             | Superfície | Partida              | Jogador(es) adversário(s) | V/D     | Placar da partida                 |
| 2013   | 2013 | 2013        | 2013            | 2013   | 2013             | 2013       | 2013                 | 2013                      | 2013    | 2013                              |
| ------ | ---- | ----------- | --------------- | ------ | ---------------- | ---------- | -------------------- | ------------------------- | ------- | --------------------------------- |
| GM     | PO   | Set de 2013 | Polônia         | 4–1    | Varsóvia         | Saibro (i) | Duplas (c/ Guccione) | Fyrstenberg / Matkowski   | Derrota | 7–5, 4–6, 2–6, 7–6(7–5), 4–6      |
| GM     | PO   | Set de 2013 | Polônia         | 4–1    | Varsóvia         | Saibro (i) | Simples 5 (morta)    | Michal Przysiezny         | Vitória | 4–1 ret.                          |
| 2014   |      |             |                 |        |                  |            |                      |                           |         |                                   |
| GM     | 1R   | Fev de 2014 | França          | 0–5    | La Roche-sur-Yon | Saibro (i) | Simples 1            | Richard Gasquet           | Derrota | 6–7(3–7), 2–6, 2–6                |
| GM     | 1R   | Fev de 2014 | França          | 0–5    | La Roche-sur-Yon | Saibro (i) | Simples 5 (morta)    | Gaël Monfils              | Derrota | 6–7(5–7), 4–6                     |
| GM     | PO   | Set de 2014 | Uzbequistão     | 5–0    | Perth            | Grama      | Simples 1            | Denis Istomin             | Vitória | 6–4, 7–5, 6–4                     |
| GM     | PO   | Set de 2014 | Uzbequistão     | 5–0    | Perth            | Grama      | Simples 5 (morta)    | Sanjar Fayziev            | Vitória | 6–1, 6–1                          |
| 2015   |      |             |                 |        |                  |            |                      |                           |         |                                   |
| GM     | QF   | Jul de 2015 | Cazaquistão     | 3–2    | Darwin           | Grama      | Simples 2            | Aleksandr Nedovyesov      | Derrota | 6–7(5–7), 7–6(7–2), 6–7(5–7), 4–6 |
| 2016   |      |             |                 |        |                  |            |                      |                           |         |                                   |
| GM     | PO   | Set de 2016 | Eslováquia      | 3–0    | Sydney           | Grama      | Simples 1            | Andrej Martin             | Vitória | 6–3, 6–2, 6–4                     |
| 2017   |      |             |                 |        |                  |            |                      |                           |         |                                   |
| GM     | 1R   | Fev de 2017 | Tchéquia        | 4–1    | Melbourne        | Duro       | Simples 2            | Jan Šátral                | Vitória | 6–2, 6–3, 6–2                     |
| GM     | QF   | Abr de 2017 | Estados Unidos  | 3–2    | Brisbane         | Duro       | Simples 2            | John Isner                | Vitória | 7–5, 7–6(7–5), 7–6(7–5)           |
| GM     | QF   | Abr de 2017 | Estados Unidos  | 3–2    | Brisbane         | Duro       | Simples 4            | Sam Querrey               | Vitória | 7–6(7–4), 6–3, 6–4                |
| GM     | SF   | Set de 2017 | Bélgica         | 2–3    | Bruxelas         | Saibro (i) | Simples 2            | Steve Darcis              | Vitória | 6–3, 3–6, 6–7(5–7), 6–1, 6–2      |
| GM     | SF   | Set de 2017 | Bélgica         | 2–3    | Bruxelas         | Saibro (i) | Simples 4            | David Goffin              | Derrota | 7–6(7–4), 4–6, 4–6, 4–6           |
| 2018   |      |             |                 |        |                  |            |                      |                           |         |                                   |
| GM     | 1R   | Fev de 2018 | Alemanha        | 1–3    | Brisbane         | Duro       | Simples 2            | Jan-Lennard Struff        | Vitória | 6–4, 6–4, 6–4                     |
| GM     | 1R   | Fev de 2018 | Alemanha        | 1–3    | Brisbane         | Duro       | Simples 4            | Alexander Zverev          | Derrota | 2–6, 6–7(3–7), 2–6                |
| 2019   |      |             |                 |        |                  |            |                      |                           |         |                                   |
| Finals | RR   | Nov 2019    | Colômbia        | 3–0    | Madrid           | Duro (i)   | Simples 1            | Alejandro González        | Vitória | 6–4, 6–4                          |
| Finals | RR   | Nov 2019    | Bélgica         | 2–1    | Madrid           | Duro (i)   | Simples 1            | Steve Darcis              | Vitória | 6–2, 7–6(11–9)                    |

### ATP Cup
| Partidas por Tipo |
| ----------------- |
| Simples (3–1)     |
| Duplas (1–0)      |

| Rd   | País adversário | Placar | Superfície | Partida               | Jogador(es) adversário(s) | V/D     | Placar da partida            |
| 2020 | 2020            | 2020   | 2020       | 2020                  | 2020                      | 2020    | 2020                         |
| ---- | --------------- | ------ | ---------- | --------------------- | ------------------------- | ------- | ---------------------------- |
| RR   | Alemanha        | 3–0    | Duro       | Simples 1             | Jan-Lennard Struff        | Vitória | 6–4, 7–6(7–4)                |
| RR   | Grécia          | 3–0    | Duro       | Simples 2             | Stefanos Tsitsipas        | Vitória | 7–6(9–7), 6–7(3–7), 7–6(7–5) |
| QF   | Reino Unido     | 2–1    | Duro       | Simples 1             | Cameron Norrie            | Vitória | 7–6(9–7), 6–7(3–7), 7–6(7–5) |
| QF   | Reino Unido     | 2–1    | Duro       | Duplas (c/ De Minaur) | Murray / Salisbury        | Vitória | 6–3, 3–6, [18–16]            |
| SF   | Espanha         | 0–3    | Duro       | Simples 1             | Roberto Bautista Agut     | Derrota | 1–6, 4–6                     |

### Finais em competições por equipe: 1 (1 título)
| Resultado | No. | Data                 | Torneio                       | Superfície | Parceira        | Oponentes                           | Placar |
| --------- | --- | -------------------- | ----------------------------- | ---------- | --------------- | ----------------------------------- | ------ |
| Vitória   | 1.  | 9 de Janeiro de 2016 | Copa Hopman, Perth, Austrália | Duro (c)   | Daria Gavrilova | Elina Svitolina Alexandr Dolgopolov | 2–0    |